# Elecciones federales de Canadá de 1980
Las elecciones federales canadienses de 1980 se llevaron a cabo el 18 de febrero de 1980 para elegir a los miembros de la Cámara de los Comunes de Canadá del 32.º Parlamento de Canadá. Se llamó cuando el gobierno conservador progresista minoritario encabezado por el primer ministro Joe Clark fue derrotado en los Comunes.
Clark y su gobierno habían sido atacados por su inexperiencia percibida, por ejemplo, en su manejo de su compromiso de campaña electoral de 1979 de trasladar la embajada de Canadá en Israel de Tel Aviv a Jerusalén. Clark había mantenido relaciones incómodas con el cuarto partido más grande de la Cámara de los Comunes, Crédito Social. Si bien necesitaba los seis votos que tenía el partido conservador-populista con sede en Quebec para aprobar la legislación, no estaba dispuesto a aceptar las condiciones que imponían para su apoyo. Clark se las había arreglado para reclutar a un diputado de Crédito Social, Richard Janelle, para unirse a la bancada del PC.
El ministro de Finanzas de Clark, John Crosbie, presentó un presupuesto gubernamental austero a fines de 1979 que proponía aumentar el impuesto especial sobre la gasolina en 18 centavos por galón imperial (aproximadamente 4 centavos por litro) para reducir el déficit del gobierno federal. El crítico financiero del Nuevo Partido Democrático, Bob Rae, propuso una subenmienda a la moción presupuestaria, afirmando que la Cámara de los Comunes no aprobó el presupuesto. Los cinco diputados de Crédito Social restantes se abstuvieron, molestos porque los ingresos del aumento del impuesto a la gasolina no se asignaron a Quebec. Además, un diputado conservador estaba demasiado enfermo para asistir a la votación, mientras que otros dos estaban en el extranjero por asuntos oficiales. Mientras tanto, los liberales reunieron a todos menos uno de los miembros de su grupo, llegando incluso a traer a varios parlamentarios postrados en cama en ambulancia. La subenmienda de Rae fue adoptada por una votación de 139-133, derrocando al gobierno y forzando una nueva elección.
El ex primer ministro liberal Pierre Trudeau había anunciado su dimisión como líder del Partido Liberal tras su derrota en 1979. Sin embargo, no se había celebrado ninguna convención de liderazgo cuando cayó el gobierno conservador progresista. Trudeau anuló rápidamente su renuncia y llevó al partido a la victoria, ganando 33 escaños más que en las elecciones federales de 1979. Eso permitió a los liberales formar un gobierno de mayoría.
Los conservadores de Clark hicieron campaña bajo el lema "El cambio real merece una oportunidad justa", pero los votantes no estaban dispuestos a darle a Clark otra oportunidad. La pérdida de la votación sobre el presupuesto apenas siete meses después de su mandato y su posterior derrota en las elecciones generales del 18 de febrero finalmente resultaría en su destitución como líder por Brian Mulroney en 1983.
La abstención de los Socreds en la votación presupuestaria crucial, incluso si no fue decisiva (la votación aún habría pasado por 139-138 si se hubieran opuesto), contribuyó a la creciente percepción de que el partido se había vuelto irrelevante desde la muerte del líder icónico Réal Caouette. El partido perdió todos sus escaños, para no volver nunca, y rápidamente cayó en el olvido, aunque nominalmente continuó existiendo hasta 1993.
La nueva Cámara estaba muy polarizada regionalmente. Si bien los liberales fueron excluidos al oeste de Manitoba, pudieron ganar acumulando mayorías masivas en las dos provincias más pobladas. Los conservadores ganaron solo un escaño de los 75 en Quebec mientras ganaron el 43 por ciento de los escaños en las 4 provincias atlánticas.

## Resultados
| Partido                                                        | Partido                              | Líder           | Candidatos | Escaños          | Escaños    | Escaños  | Escaños  | Voto       | Voto   | Voto    |
| -------------------------------------------------------------- | ------------------------------------ | --------------- | ---------- | ---------------- | ---------- | -------- | -------- | ---------- | ------ | ------- |
| Partido                                                        | Partido                              | Líder           | Candidatos | Elección de 1979 | Disolución | Elegidos | % Cambio | #          | %      | Cambio  |
|                                                                | Partido Liberal                      | Pierre Trudeau  | 282        | 114              | 114        | 147      | +28.9%   | 4,855,425  | 44.34% | +4.23pp |
|                                                                | Partido Conservador Progresista      | Joe Clark       | 282        | 136              | 136        | 103      | -24.3%   | 3,552,994  | 32.45% | -3.44pp |
|                                                                | Nuevo Partido Democrático            | Ed Broadbent    | 280        | 26               | 27         | 32       | +23.1%   | 2,165,087  | 19.77% | +1.89pp |
|                                                                | Partido del Crédito Social           | Fabien Roy      | 81         | 6                | 5          | -        | -100%    | 185,486    | 1.70%  | -2.91pp |
|                                                                | Rinocerontes                         | Cornelius I     | 121        | -                | -          | -        |          | 110,597    | 1.01%  | +0.46pp |
|                                                                | Partido Marxista-Leninista de Canadá | Hardial Bains   | 177        | -                | -          | -        | -        | 14,728     | 0.13%  | +0.01pp |
|                                                                | Partido Libertario                   |                 | 58         | -                | -          | -        | -        | 14,656     | 0.13%  | -0.01pp |
|                                                                | Unión Popular                        |                 | 54         | -                | -          | -        | -        | 14,474     | 0.13%  | -0.04pp |
|                                                                | Independientes                       | Independientes  | 55         | -                | -          | -        | -        | 14,472     | 0.13%  | -0.13pp |
|                                                                | Desconocido                          | Desconocido     | 41         | -                | -          | -        | -        | 12,532     | 0.11%  | -0.07pp |
|                                                                | Partido Comunista de Canadá          | William Kashtan | 52         | -                | -          | -        | -        | 6,022      | 0.05%  | -0.02pp |
|                                                                | No afiliación                        | No afiliación   | 14         | -                | -          | -        | -        | 3,063      | 0.03%  | +0.03pp |
| Total                                                          | Total                                | Total           | 1,497      | 282              | 282        | 282      | -        | 10,949,536 | 100%   |         |
| Sources: Elections Canda,History of Federal Ridings since 1867 |                                      |                 |            |                  |            |          |          |            |        |         |